# Município Banga
Município Banga är en kommun i Angola.   Den ligger i provinsen Cuanza Norte, i den nordvästra delen av landet, 210 km öster om huvudstaden Luanda.
I omgivningarna runt Município Banga växer huvudsakligen savannskog. Runt Município Banga är det ganska glesbefolkat, med 23 invånare per kvadratkilometer.